# Johan Ludvig Brabrand
Johan Ludvig Brabrand (født 1745, død 1. marts 1804) var en dansk orientalist.
Han var søn af landsdommer Frederik Brabrand og blev immatrikuleret ved Københavns Universitet 1760, studerede i Göttingen 1769 og i Leiden 1770. Han syslede med studiet af de østerlandske sprog, især hebraisk, og brugte sine kundskaber i dette sprog til oversættelser af flere gammeltestamentlige bøger. 1777 udkom De tolv smaa Propheter paa Dansk, året efter Hagiograferne og 1781 profeterne Esajas, Jeremias og Ezekiel. Samtiden satte ikke megen pris på disse arbejder. Hans recensent i de Lærde Tidender mener, at det hverken var lykkedes ham "at gjøre den lærde nogen synderlig Tjeneste eller at gjøre det dunkle tydeligere for almindelige Læsere". Imidlertid fik han som en påskønnelse af sine arbejder 1780 titel af professor. Han døde 1804.